# Wendling, Braunau am Inn
Wendling är en by i kommun Kirchberg bei Mattighofen, i distrikt Braunau am Inn, i förbundsland Oberösterreich, Österrike. Byn är belägen 2 km från centrala Kirchberg bei Mattighofen. 